# Egyptian Commission for Rights and Freedoms
L'Egyptian Commission for Rights and Freedoms (ECRF ; en arabe, المفوضية المصرية للحقوق والحريات), traduisible en français par « Commission égyptienne pour les droits et les libertés », est une organisation non gouvernementale égyptienne de défense des droits humains basée au Caire.
Selon Index on Censorship, c'est en 2018 l'une des rares ONG de défense des droits humains en activité en Égypte ; elle documente notamment les cas de disparitions et de torture dans le pays. En 2015, elle publie un rapport sur la première année du mandat de Abdel Fattah al-Sissi, indiquant avoir documenté 658 cas de violation de la liberté de la presse.
L'Organisation mondiale contre la torture et la Fédération internationale des ligues des droits de l'homme rapportent une tentative échouée, en septembre 2017, de fermeture des locaux de l'ECRF au Caire par le pouvoir égyptien ; une tentative similaire avait déjà eu lieu en octobre 2016,. Le 5 septembre 2017, l'État avait en outre fait fermer le site web de l'ECRF.

## Personnalités associées à la commission
- Amal Fathy